# Johann Heppenheimer

Johann Heppenheimer

Die Kurfürstenmühle am Rheinufer nahe Biebrich um 1833

Johann Heppenheimer (* 30. März 1815 in Biebrich; † 13. März 1895) war Müller, Unternehmer und von 1861 bis 1891 Bürgermeister von Biebrich am Rhein.

## Leben
Heppenheimer wurde am 30. März 1815 in der Biebricher Kurfürstenmühle geboren. Der direkt am Rheinufer gelegene Betrieb kam 1815 in den Besitz seines Vaters Peter Heppenheimer (1792–1857), der sie durch eine Gipsbrennerei und Gipsmühle erweiterte, was ein gutes Einkommen sicherte, denn das „Gipsen“ von Kleefeldern war damals weit verbreitet.
Nach dem Tod des Vaters, übernahm Johann als einziger Sohn den Mühlbetrieb und erweiterte das Unternehmen Anfang der 1860er Jahre durch ein Sägewerk und schaffte 1864 eine Dampfmaschine an.
1861 wurde Heppenheimer Bürgermeister und übergab 1865 seinem Sohn Richard die Mühle, der sie bis 1880 weiterführte.
In Heppenheimers Amtszeit fallen die Folgen der umfangreichen gesellschaftlichen und politischen Umwälzungen nach der Februarrevolution 1848, von der auch das Herzogtum Nassau wie das übrige Europa erfasst worden war. Nach dem Ende des Herzogtums 1866 durch die preußische Annexion verlor Biebrich zwar seine Funktion als Residenzstadt, gewann aber durch die industrielle Entwicklung an Bedeutung.
1893 wurde Johann Heppenheimer zum Ehrenbürger Biebrichs ernannt. Die Heppenheimerstraße(▼) im heutigen Wiesbadener Stadtteil Biebrich erinnert an ihn.

## Von der Residenz- zur Industriestadt

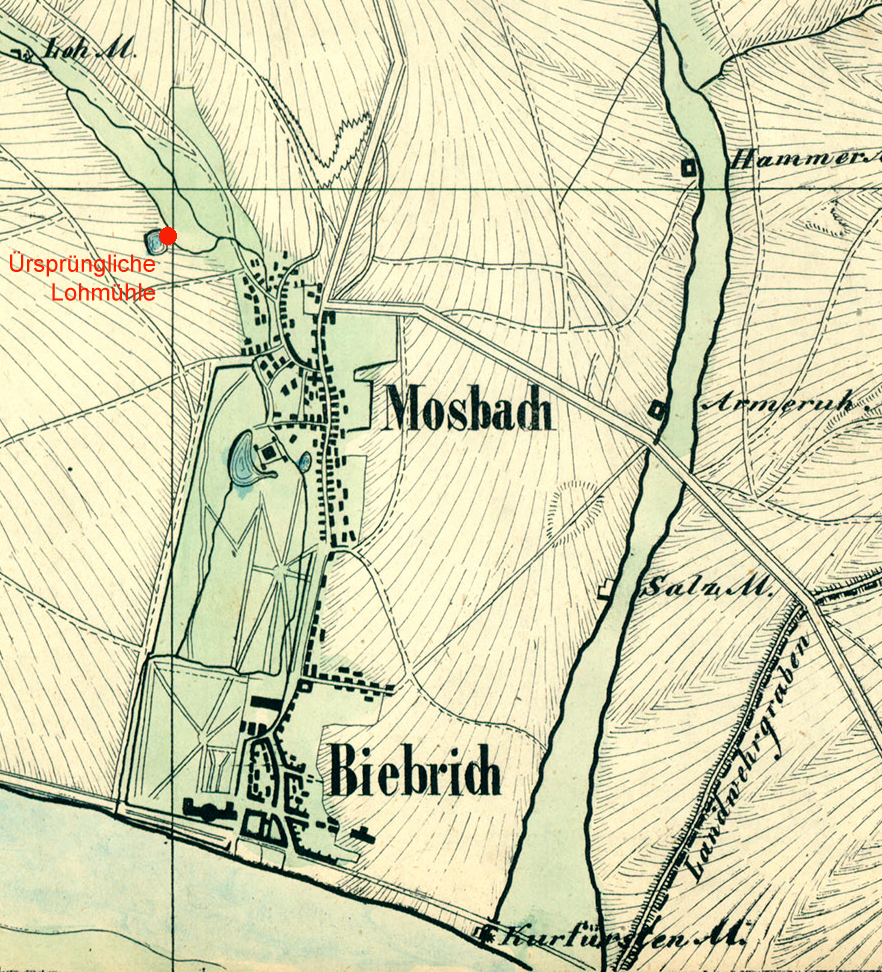
Biebrich und Mosbach um 1819. Am unteren Bildrand: Heppenheimers Geburtshaus nahe dem Rheinufer, die Kurfürstenmühle. Oben links (rot): Die ursprüngliche Lohmühle, erste Produktionsstätte der Chemischen Werke Albert. Östlich des „Landwehrgrabens“ (rechtsseitig) war bereits das Staatsgebiet des Großherzogtums Hessen, wohin Alberts Betrieb 1861 umzog.

Um nassauisches Eisenerz zu verhütten, wurde 1857 die „Anonyme Nassauische Rheinhütte Gesellschaft“ gegründet. Ein Jahr zuvor war in Biebrich bereits ein Hochofen errichtet worden. Die Erzqualität war aber so schlecht, dass sich die Aktiengesellschaft ab 1861 auf Eisengießerei verlegte. Die Fabrik wurde 1865 zur „Schweighöfer Gießerei oHG“ umgewandelt und 1868 von der „Heppenheimer & Co.“ übernommen, die den Betrieb schließlich im folgenden Jahr an Ludwig Beck Senior weiterverkaufte. Der Metallurge ließ das nun als „Nassauische Rheinhütte“ firmierende Unternehmen zu einer erfolgreichen Kupolofengießerei umbauen.
Der Chemiker Heinrich Albert gegründete 1858 eine Düngerfabrik in der Mosbacher Lohmühle, die Chemischen Werke Albert. Wegen „ungesunder Dünste“ zog der Betrieb 1861 ins benachbarte Amöneburg, das bereits jenseits der Landesgrenze im Großherzogtum Hessen lag. Hier entstand bis 1871–1873 die größte Superphosphatfabrik Deutschlands. 1893 verkaufte Heppenheimer die benachbarte Kurfürstenmühle mit angrenzenden Grundstücken an Albert, der sie bereits 1895 an die Stadt Wiesbaden weiterverkaufte. Der Kaufmann H. L. Kapferer pachtete die ehemalige Gipsmühle, produzierte dort Gipsdielen und eröffnete einen Baustoffhandel.
Im August 1863 begann am Biebricher Rheinufer die vom Chemiker Wilhelm Kalle gegründete Anilinfarbenfabrik Kalle & Co. mit der Produktion von Fuchsin, 1879 mit der Herstellung des „Biebricher Scharlachs“. Ihrer Erzeugnisse wegen wurde die Fabrik im Volksmund als „Rotfabrik“ bezeichnet. Sieben Jahre nach Heppenheimers Tod pachtete Kalle die Reste der Kurfürstenmühle und bezog sie in das weiter wachsende Fabrikgelände ein.

## Biebrich-Mosbach
Die neuen Fabriken zogen zahlreiche Menschen aus ärmeren Gegenden an, was ab 1850 Biebrich und Mosbach räumlich wie politisch zusammenwachsen ließ. Während Heppenheimers Amtszeit entstand 1875–1876 genau auf der ehemaligen Gemarkungsgrenze beider Gemeinden noch auf freiem Feld der Neubau des spätklassizistischen Biebricher Rathauses durch den Architekten Georg Friedrich Fürstchen. Zwischen 1871 und 1893 nannte sich die Doppelgemeinde offiziell Biebrich-Mosbach.